# Countdown Vampires
Countdown Vampires — компьютерная игра в жанре survival horror, разработанная K.2.C. и выпущенная Bandai для приставки Sony PlayStation. Она отличалась от многих игр жанра своего времени, поскольку основными противниками в ней выступали вампиры, а не зомби.

## Сюжет
Основной сюжет игры навеян фильмом Роберта Родригеса «От заката до рассвета».
Молодого полицейского Кита Дж. Снайдера приставляют телохранителем к нескольким VIP-персонам на мероприятии в тематическом хоррор-казино «Пустынная луна» («Desert Moon»), приуроченном к его открытию. В какой-то момент в казино вспыхивает пожар и из спринклеров начинает струиться чёрная вода, моментально превращающая людей в вампиров. Теперь Кит должен найти выход из казино и постараться спасти как можно больше людей, опрыскав их белой водой и тем самым придав им вновь человеческий облик.

## Игровой процесс
Игровой процесс очень похож на ранние игры серии Resident Evil, настолько, что игра в этом отношении была названа «клоном». Несмотря на большое сходство геймплея, в игре всё же присутствуют некоторые отличия. Главным из них является обязанность игрока обратить как можно больше вампиров обратно в людей. Для этой цели игроку дан специальный анестезирующий пистолет, которым необходимо усыплять вампиров, а затем опрыскивать их белой водой, чтобы придать им прежний, человеческий облик. Однако, игрок может проигнорировать этот способ и убивать вампиров из более мощного оружия. По ходу продвижения по сюжету игры появляются более серьёзные враги: гигантские чудовища, похожие на богомолов, оборотни, гигантские летучие мыши-вампиры, слизнеподобные монстры, лягушки-мутанты (которые очень похожи на охотников из той же серии Resident Evil) и другие. Против них уже не обойтись одним анестезирующим пистолетом и полным ходом придётся использовать огнестрельное оружие.
В игре предусмотрена своя «валюта»: J-фишки для азартных игр, таких как игровые автоматы, рулетка, карточные игры и другие. В свободное от прохождения времени игрок может сыграть в них, однако в первой половине игры практически всё здание обесточено и сначала предстоит включить питание, что занимает немалую часть блуждания по уровням игры. В некоторых автоматах можно купить питьё или еду, пополняющие здоровье, а также бутылку, позволяющую скомбинировать несколько упаковок питья для экономии слотов в инвентаре.
Система инвентаря аналогична системе из игр серии Resident Evil: число предметов, переносимых игроком, ограничено 16 ячейками. Парадокс заключается в том, что ключ может занимать столько же места, сколько и, например, обрез или пулемёт. Впрочем, ключи после их использования автоматически выбрасываются из инвентаря. Также ненужные на момент прохождения вещи можно «загрузить» в компьютер и оставить их там до следующего пребывания. Там же можно и сохранить прогресс, а также прочесть игровую почту, представляющую собой малополезную информацию. Гораздо более важными являются файлы и документы, которые главный герой будет находить на протяжении всей игры. Они занимают отдельное место в инвентаре.

## Критика
| Сводный рейтинг    | Сводный рейтинг |
| Агрегатор          | Оценка          |
| ------------------ | --------------- |
| GameRankings       | 54,91 %         |
| Иноязычные издания |                 |
| Издание            | Оценка          |
| AllGame            | [ 3 ]           |
| Famitsu            | 30/40           |
| GameSpot           | 3,3/10          |
| IGN                | 4,5/10          |

Игра получила смешанные оценки. На GameRankings игра получила рейтинг 54,91 % на основе 11 рецензий.